# Cantone di Tinchebray
Il Cantone di Tinchebray era una divisione amministrativa dell'arrondissement di Argentan.
È stato soppresso a seguito della riforma complessiva dei cantoni del 2014, che è entrata in vigore con le elezioni dipartimentali del 2015.
Comprendeva i comuni di:
- Chanu
- Le Ménil-Ciboult
- Moncy
- Montsecret-Clairefougère
- Saint-Christophe-de-Chaulieu
- Saint-Pierre-d'Entremont
- Saint-Quentin-les-Chardonnets
- Tinchebray-Bocage